# Stjerne og halvmåne
Stjernen og halvmånen er et udbredt symbol for religionen islam. Symbolet består af en halvmåne med en stjerne på den konkave side. I moderne fremstillinger har stjernen oftest fem takker.
Selv om stjerne og halvmåne (eller halvmåne alene) i dag regnes for et islamisk symbol, har symbolet været benyttet i Lilleasien før områdets islamisering.
I Unicode er "stjerne og halvmåne"-symbolet U+262A (☪).

## Flag med stjerne og halvmåne
- Algeriets flag
- Aserbajdsjans flag
- Comorernes flag
- Libyens flag
- Malaysias flag
- Mauretaniens flag
- Pakistans flag
- Singapores flag
- Tunesiens flag
- Turkmenistans flag
- Tyrkiets flag
- Usbekistans flag

| Flag | Spire Denne artikel om flag eller vexillologi er en spire som bør udbygges. Du er velkommen til at hjælpe Wikipedia ved at udvide den. |

| Islam | Spire Denne islamartikel er en spire som bør udbygges. Du er velkommen til at hjælpe Wikipedia ved at udvide den. |